# Proof (serie televisiva 2015)
Proof è una serie televisiva statunitense del 2015 diretta da Alex Graves.
La serie ha come protagonisti Jennifer Beals, Matthew Modine e Joe Morton.

## Produzione
È stato prodotto da TNT, con Kyra Sedgwick, il creatore della serie Rob Bragin, Tom Jacobson, Jill Littman e Alex Graves come produttori esecutivi. Il 24 settembre 2015, TNT ha cancellato la serie dopo una sola stagione.

## Distribuzione
La serie è stata trasmessa in prima visione assoluta dal canale statunitense TNT dal 16 giugno al 18 agosto 2015. La serie è andata in onda in italia dal 17 dicembre 2015 sul canale di Mediaset Premium Stories.

## Trama
Dopo la morte del suo figlio adolescente, il divorzio dal marito e un pessimo rapporto con sua figlia, la dottoressa Carolyn Tyler è persuasa da Ivan Turing, un inventore tecnologico e miliardario avente il cancro, a indagare su casi soprannaturali di reincarnazione, esperienze di morte apparente e fantasmi, nella speranza di trovare prove che la morte non sia definitiva.

## Cast
- Jennifer Beals: Dr. Carolyn "Cat" Tyler
- Matthew Modine: Ivan Turing
- David Sutcliffe: Dr. Leonard "Len" Barliss
- Edi Gathegi: Dr. Zedan Badawi
- Joe Morton: Dr. Charles Richmond
- Caroline Rose Kaplan: Janel Ramsey
- Callum Blue: Peter Van Owen
- Annie Thurman: Sophie Barliss

## Episodi
| Stagione       | Episodi | Pubblicazione originale | Pubblicazione Italia |
| -------------- | ------- | ----------------------- | -------------------- |
| Prima stagione | 10      | 2015                    | 2015                 |